# Anacharsis
Anacharsis (též Ananias) je anonymní pamflet vytvořený v Byzantské říši ve 12. století.
Hlavní postavou je zde potomek bohaté a urozené rodiny jménem Anacharsis, ovšem vylíčen je přesně opačně než jak by měl příslušník společenské elity vypadat. Znázorněn je zde coby zbabělý bojovník, špatný jezdec i lovec s nedostatečným vzděláním, který ani neumí pořádně psát. Z pamfletu se dá vysledovat antisemitské podbarvení příběhu. Anacharsis si na podnět žida Mordechaie vezme za svou druhou manželku židovku Annu. Ta se sice nechá pokřtít, ale její chování zůstává nevalné pověsti.